# آنری چیس
آنری چیس (انگلیسی: Anrie Chase؛ زادهٔ ۲۴ مارس ۲۰۰۴) بازیکن فوتبال است.
وی همچنین در تیم‌های ملی فوتبال زیر ۱۷ سال ژاپن و زیر ۲۳ سال ژاپن بازی کرده‌است.